# Pecelj
Pecelj – wieś w Słowenii, w gminie Podčetrtek. W 2018 roku liczyła 60 mieszkańców.